# Museo dell’Emigrante della Repubblica di San Marino
Das Museo dell’Emigrante della Repubblica di San Marino ist ein Migrationsmuseum der Republik San Marino.
Das 1997 eröffnete „Museum des Auswanderers“ mit dem „Förderzentrum der Auswanderung“ befindet sich im ehemaligen Kloster Monasterio de Santa Clara in der Stadt San Marino und steht unter der Verwaltung der Capitani Reggenti. Es wird geleitet vom Büro des Staatssekretärs für auswärtige und politische Angelegenheiten (Segreteria di Stato per gli Affari Esteri e Politici).
Die Ausstellung bewahrt Bilder, Dokumente, Videoshow und Gegenstände zur Auswanderung der Sanmarinesen. In den Museumsräumen finden auch temporäre Ausstellungen statt. Zum Museum gehört eine Bibliothek mit rund 1.400 Bänden und 400 Einzeldokumenten zur Auswanderungsgeschichte von Sanmarinesen. Ergänzt wird die Sammlung durch eine Filmbibliothek mit Dokumentationen des einzigen Fernsehsenders in San Marino, des italienischen Senders Rai 2 und der UNESCO.

## Förderzentrum
Das Zentrum umfasst ein computergestütztes Archiv, das in mehrere thematische Datenbanken aufgeteilt ist, die Daten beinhalten unter anderem:
- 11.977 Fotos aus Pässen und Ausweisen die in San Marino zwischen 1923 und 1961 ausgestellt wurden
- 16.298 Daten aus Einzeldokumente der Jahre 1856 bis 1923
- 1.550 Daten aus den Registern der Auswanderungsbewegung der Bevölkerung von San Marino zwischen 1835 und 1861
- 5.914 Einzeldokumente über Daten die in San Marino zwischen 1868 und 1923 ausgestellt wurden
- 5.000 Daten aus den Jahren 1960 bis 1985
- 1.500 Fotos, die von Zeitzeugen aus den Jahren 1850 bis 1990 stammen, sowie rund 200 private und offizielle Briefe, teilweise mit aktualisierten Transkriptionen der Texte.